# HD 64181
HD 64181，又名CD-44 3780，SAO 219059、HR 3069，是一颗恒星，视星等为6.45，位于銀經258.72，銀緯-9.09，其B1900.0坐标为赤經7h 47m 31.8s，赤緯-44° -9.09′ 30″。